# Selecció de futbol d'Armènia
La selecció de futbol d'Armènia (armeni Հայաստանի ֆուտբոլի ազգային հավաքական) representa a Armènia a les competicions internacionals de futbol. És controlada per la Federació Armènia de Futbol.

## Participacions en la Copa del Món
- Del 1930 al 1994 - No participà, formava part de l'URSS
- Del 1998 al 2022 - No es classificà

## Participacions en el Campionat d'Europa
- Del 1960 al 1992 - No participà, formava part de l'URSS
- Del 1996 al 2024 - No es classificà

## Entrenadors
- A 14 d'octubre de 2009
- Eduard Markarov 1992-1994
- Samvel Darbinyan 1995-1996
- Khorèn Hovhannissian 1996-1997
- Souren Barseghyan 1998-1999
- Varuzhan Sukiasyan 2000-2001
- Andranik Adamyan (temporal) 2002
- Oscar López 2002
- Andranik Adamyan (temporal) 2003
- Mihai Stoichiţă 2003-2004
- Bernard Casoni 2004-2005
- Henk Wisman 2005-2006
- Ian Porterfield 2006-2007
- Vardan Minasyan (temporal) 2007
- Tom Jones (temporal) 2007
- Jan Poulsen 2008-2009
- Vardan Minasyan 2009-present

## Jugadors

### Jugadors amb més partits
A 14 d'octubre de 2009. * Jugador en negreta encara en actiu.
| #  | Jugador            | Període      | Partits | Gols |
| -- | ------------------ | ------------ | ------- | ---- |
| 1  | Sargis Hovsepyan   | 1992-present | 109     | 2    |
| 2  | Artur Petrossian   | 1992-2005    | 69      | 11   |
| 3  | Harutyun Vardanyan | 1994-2004    | 63      | 1    |
| 4  | Roman Berezovsky   | 1996-present | 58      | 0    |
| 5  | Hamlet Mkhitaryan  | 1994-2008    | 56      | 2    |
| 6  | Romik Khachatryan  | 1997-2008    | 54      | 1    |
| 7  | Armèn Xahgueldian  | 1992-2007    | 53      | 6    |
| 8  | Arthur Voskanyan   | 1999-2009    | 52      | 1    |
| 9  | Artavazd Karamyan  | 2000-present | 50      | 2    |
| 10 | Arman Karamyan     | 2000-present | 48      | 5    |

### Jugadors amb més gols
A 14 d'octubre de 2009. * Jugador en negreta encara en actiu.
| # | Jugador           | Període      | Gols | Partits |
| - | ----------------- | ------------ | ---- | ------- |
| 1 | Artur Petrossian  | 1992-2005    | 11   | 69      |
| 2 | Ara Hakobyan      | 1998-2008    | 7    | 43      |
| 3 | Armèn Xahgueldian | 1992-2007    | 6    | 53      |
| 4 | Arman Karamyan    | 2000-present | 5    | 48      |
| 5 | Robert Arzumanyan | 2005-present | 4    | 41      |